# 10-я тяжёлая танковая бригада (формирования 1939 г.)
10-я тяжёлая танковая бригада (10-я ттбр) — воинская часть мотомеханизированных войск в РККА Вооружённых Сил СССР.

## История
В 1939 г. 4-я отдельная тяжёлая танковая бригада РГК Киевского Особого военного округа (далее КОВО) переименована в 10-ю тяжёлую танковую бригаду.
Бригада дислоцировалась в г.Киеве со дня переименования до 17 сентября 1939 г. На вооружении бригады были средние танки Т-28.
10-я тяжёлая танковая бригада участвовала в военном походе с 17 сентября до 4 октября 1939 г. в восточных районах Польши-Западной Украине.
Бригада вошла в состав 17-го стрелкового корпуса Волочисской армейской группы Украинского фронта.
98 средних танков Т-28 10-й ттбр в военном походе прошли по 350—400 км и при этом танки они показали себя с самой лучшей стороны.
После освободительного похода 30 октября 1939 г. бригада получила новое место постоянной дислокации в г. Шепетовке того же КОВО.
Управление бригады находилось:
- г. Киев (… — сентябрь1939).[1]
- в военном походе (16 сентября — октябрь 1939).[1]
- г. Шепетовка (30 октября 1939 — июль 1940).[1]

Управление 10-й ттбр было расформировано, а танковые батальоны с танками Т-28 и некоторые подразделения обеспечения обращены на укомплектование 8-й и 10-й танковых дивизий 4-го механизированного корпуса.,
В июле 1940 г. началось формирование 4-го механизированного корпуса КОВО. Управление корпуса с корпусными частями формировалось в г. Львов, 10-я танковая дивизия — в г. Злочев, 8-я танковая дивизия сформирована к 15.07.1940 г. в районе Карлув, Снятын. На формирование танковых полков 8-й танковой дивизии были обращены 51-й и 54-й танковые батальоны 10-й танковой бригады.
На формирование 10-й танковой дивизии были обращены 57-й и 62-й танковые батальоны, 222-я разведрота, 77-я рота связи, 312-я автотранспортная рота.
Помощник командира бригады по строевой части майор В. А. Пролеев и начальник штаба бригады майор Х. М. Гуревич числились в бригаде до 20 июля 1940.

## Полное название
10-я тяжёлая танковая бригада

## Подчинение
- Киевский Особый военный округ (… — 16 сентября 1939).
- 17-й стрелковый корпус Волочисской армейской группы Украинского фронта (16 сентября — октябрь 1939).
- Киевский Особый военный округ (30 октября 1939 — июль 1940).

## Командование
Командир бригады:
- Георгий Иванович Иванов, полковник (на 17.09.1939 — 6.10.1940, умер 6.10.1940 г.).[1]

Помощник командира бригады по строевой части:
- Василий Алексеевич Пролеев, майор (1939 — 20.07.1940).[1]

Военный комиссар бригады:
- Александр Петрович Романенко, батальонный комиссар, затем полковой комиссар (11.04.1939 — 3.06.1940).[1]

Помощник командира бригады по технической части:
- Алексей Петрович Абалихин, военинженер 2-го ранга (1939 — 19.07.1940).[1]

Начальник штаба бригады:
- Гуревич Хаим Менделевич, майор (1939 — 20.07.1940).[1]
- Помощник начальника штаба — майор Александр Петрович Бандуркин (1939 — 19.07.1940).[1]
- Начальник оперативной части — майор Павел Павлович Панов (1939 — 19.07.1940).[1]
- Начальник строевой части — старший лейтенант Александр Сергеевич Морев (1939 — 19.07.1940).[1]
- Начальник части тыла — майор Иван Яковлевич Носуль (1939 — 19.07.1940).[1]
- Начальник химической службы — капитан Петр Дмитриевич Замятин (1939 — 19.07.1940).[1]
- Начальник снабжения — майор Яков Иосифович Хомичук (1939 — 19.07.1940).[1]
- Начальник политического отдела — полковой комиссар Никита Васильевич Руденко (1939 — 3.06.1940).[1]
- 51-й отдельный танковый батальон. Командир — майор Владимир Фёдорович Титов (1939 — 19.07.1940).[1]
- 57-й отдельный танковый батальон. Командир — капитан Захар Карпович Слюсаренко (09.1939 — 08.1940). Начальник штаба — лейтенант, с 1938 г. старший лейтенант, с 1938 г. капитан Захар Карпович Слюсаренко (12.1937 — 10.1939).[1]
- 62-й отдельный танковый батальон. Командир — майор Михаил Захарович Киселёв (до 19.07.1940).[1]
- …-й ремонтно-восстановительный батальон

Командир — капитан Георгий Андреевич Трухин (до 19.07.1940).

## Состав
На 1939 г.:
- управление бригады
- 51-й отдельный танковый батальон
- 54-й отдельный танковый батальон
- 57-й отдельный танковый батальон
- 62-й отдельный танковый батальон
- …-й ремонтно-восстановительный батальон

На июль 1940 г.:
- управление бригады
- 51-й отдельный танковый батальон.[1],[5]
- 54-й отдельный танковый батальон.[1],[5]
- 57-й отдельный танковый батальон.[1],[5]
- 62-й отдельный танковый батальон.[1],[5]
- …-й ремонтно-восстановительный батальон.[1]
- 222-я разведывательная рота.[5]
- 77-я рота связи.[5]
- 312-я автотранспортная рота.[5]

## Боевая деятельность
1939 год
1 сентября
1 сентября началась германо-польская война.
10-я ттбр находилась в Житомирской армейской группы в г. Киеве.
4 сентября Народный комиссар обороны СССР издал приказ о задержке увольнения в запас отслуживших срочную службу красноармейцев и сержантов на 1 месяц и призыв на учебные сборы военнообязанных запаса в КОВО.
11 сентября КОВО выделил управление Украинского фронта и войска, входящие в него.
10-я ттбр начала переезд из г. Киев Киевской области
на территорию Винницкой армейской группы в район г. Волочиск Каменец-Подольской области.
16 сентября управление Винницкой армейской группы переименовано в управление Волочисской армейской группы с управлением в г. Волочиск. Командующим войсками Волочисской группы назначен командующий войсками Винницкой армейской группы Голиков Ф. И.,
17-й стрелковый корпус (72-я, 96, 97-я стрелковые дивизии) получил усиление подвижными войсками — 38-ю легкотанковую бригаду (с лёгкими танками Т-26) и 10-ю тяжёлой танковую бригаду.
К 16 сентября из Киева от 10-й ттрб прибыли два танковых батальона и разведывательная рота — 58 штук Т-28 и 20 штук БТ-7, остальные подразделения находились в резерве армейской группы и должны были прибыть позже.
Накануне вступления на территорию Западной Украины личный состав бригады был ознакомлен с обращением Военного совета фронта. В нём говорилось, что военнослужащие Красной армии идут в Западную Украину как освободители украинских и белорусских братьев от гнёта и эксплуатации, от власти помещиков и капиталистов.,
17 сентября
В 04:30 войска 17-го ск нанесли артиллерийский удар по огневым точкам и опорным пунктам противника.,
В 05:00 17 сентября другие передовые и штурмовые отряды 17-го ск Красной Армии (советских армий) и пограничных войск НКВД перешли границу и разгромили польскую пограничную охрану.
В 05:00 войска 17-го ск приступили к форсированию р. Збруч, используя захваченный мост и наводя мостовые переправы.
Командир 10-я ттбр бригады полковник Г. И. Иванов, помощник командира бригады по строевой части майор В. А. Пролеев, военный комиссар бригады полковой комиссар А. П. Романенко, помощник командира бригады по технической части военинженер 2-го ранга А. П. Абалихин, начальник штаба бригады майор Х. М. Гуревич повели свои танковые батальоны в поход.
С 05:00 до 08:00 96-я и 97-я сд и 38-я лтбр и 10-я ттбр 17-го ск форсировав р. Збруч, сломили незначительное сопротивление польских пограничников в глубине обороны.
Около 07:00 капитан Е. Фризендорф из разведки польского Корпуса охраны пограничной (далее КОП) сообщил командованию, что в 06:20 опознаны войска пытающиеся перейти границу — это большевистские регулярные части. За ними слышен шум моторов. В районе г. Подволочиск, Точиск и Секержинец части КОП отступают под давлением противника. Силы сторон
В 08:00 командир полка польского КОП «Подолье» подполковник М. Котарба сообщил командованию, что части Красной армии заняли г. Подволочиск, Гусятин и Скала-Подольска, а на г. Борщёв движется советская кавалерия. Силы сторон
Около 08:00 войска 17-го ск перестроились из боевого порядка в походные колонны и двинулись в сторону г. Тарнополя.
Подвижные танковые соединения 17-го корпуса 38-я лтбр и 10-я ттбр быстро обогнали стрелковые полки и двинулись вглубь польской территории.
В 12:00 наступавшая севернее г. Тарнополь 24-я лтбр 2-го кк со 136-м сп 97-й сд прошла Доброводы.
24-я лтбр 2-го кк со 136-м сп 97-й сд обходила г. Тарнополь с северо-запада.
Между 18:00 и 19:00 10-я ттбр 17-го ск вошлла в г. Тарнополь с востока.
В 19:00 с севера в г. Тарнополь вошли 11 танков танкового полка 5-й кд 2-го кк, но не зная обстановки, командиры-танкисты принли решение атаку начать на рассвете.
В 22:00 24-я лтбр со 136-м сп 97-й сд охватила г. Тарнополь и вышла на его западную окраину и приступила к её очистке от польских частей. В северной части города стояли танки 5-й кд. С восточной стороны вглубь города продвигалась 10-я ттбр.
18 сентября
Войска 10-й ттбр находились в г. Тарнополе. В 10:20 главные силы 5-й кд 2-го кк вошли в г. Тарнополь и занялись очисткой города от разрозненных групп польских офицеров, жандармов и жителей, оказывавших сопротивление с оружием в руках. Одновременно с войсками 5-й кд в г. Тарнополь вступили 96-я и 97-я сд 17-го ск.
Сводный моторизованный отряд 24-й отрб 2-го кк под командованием комбрига Я. Шарабурко был направлен к г. Львову.
Войска 17-го ск, а в их числе и танкисты 10-й ттбр, продолжили движение на запад.
19 сентября
Сводный моторизованный отряд под командованием комбрига Я. Шарабурко (600 спешенных кавалеристов и 35 танков) около 02:00 19 сентября подошёл ко Львову.
Танкисты 10-й ттбр продолжадли вести свои танки на запад.
20 сентября
В 16:20 командиру 2-го кк комдиву Ф. Я. Костенко были подчинены из 17-го ск 38-я лтбр, 10-я ттбр и сводный отряд 96-й и 97-й стрелковых дивизий. По приказу командования в войсках началась подготовка к штурму г. Львова, намеченного на 09:00 21 сентября.
К 21 сентября ко Львову подошли батальоны 38-й легкотанковой бригады (командир бригады комбриг П. В. Волох) и 10-й тяжёлой танковой бригады (командир бригады полковник Г. И. Иванов).
21 сентября
00:00, Львов. Советские войска занимали позиции вокруг города, готовясь к атаке на польские войска в городе, назначенной на 09:00: 14-я кд должна была атаковать город с севера и северо-востока, сводный отряд 17-го ск с 38-й лтбр — с востока; 5-я кд вместе с 10-й ттбр — с юго-востока, а 3-я кд — с юга и юго-запада.
09:00, Львов. Советские войска в боевых порядках двинулись к городу, но польское командование гарнизона города неожиданно захотело возобновить переговоры, и советское командование вернуло свои соединения в исходное положение.
Приблизительно в 10:30 — 11:00 командование Украинского фронта остановило войска и приказало использовать время для подтягивания тылов и быть готовыми к дальнейшему движению.
22 сентября
В 11:00 в результате советско-польских переговоров было подписано соглашение о передаче г. Львова советским войскам. В 14:00 польские войска в городе стали складывать оружие. В 15:00 2-й кк, командир корпуса комдив Ф. Я. Костенко, в пешем строю, танки 24-й, 38-й и 10-й танковых бригад, вступили в г. Львов. Основная часть гарнизона сдала оружие, а отдельные группы польских офицеров оказавших сопротивление с оружием в руках были расстреляны из танков.
Взятие г. Львова войсками Волочисской армейской группы явилось выполнением поставленной задачи войскам фронта 16 сентября 1939 г.
23 сентября
С рассветом началось движение от г. Львова германских и советских войск на запад. В течение дня весь г. Львов был занят советскими войсками. К вечеру 23 сентября в городе был наведён порядок и основные силы советских войск были выведены на его окраины. В течение дня германские и советские войска сделали переход на запад, примерно, в 20 километров.
24 сентября
Волочиская армейская группа переименована в Восточную армейскую группу. 10-я ттбр находилась на окраине Львова.
25 сентября
Войска 6-й советской армии возобновили продвижение на запад к реке Сан. 10-я ттбр оставалась на месте.
28 сентября
Войска 2-го кк вышли в район Буковина, Добча, Дзикув и выставили дозоры на р. Сан. Восточная армейская группа переименована в 6-ю армию. В этот день войска фронта и в их числе 10-я ттбр вышли из Действующей армии.